# بخش بانده
بخش بانده (به انگلیسی: Banda district) یک بخش در هند است که در اوتار پرادش واقع شده‌است. بخش بانده ۱٬۷۹۹٬۵۴۱ نفر جمعیت دارد.